# Paurito
Paurito es una localidad en las tierras bajas de Bolivia, ubicada en el centro-este del país. Administrativamente forma parte del Distrito 14 del municipio de Santa Cruz de la Sierra de la provincia Andrés Ibáñez en el departamento de Santa Cruz. La localidad se encuentra a una altitud de 356 m s. n. m., 14 kilómetros al oeste del río Grande, uno de los ríos más largos de los llanos bolivianos. El pueblo fue fundado el 2 de febrero de 1621, y cuenta hoy en día con 38 manzanas, así como servicios públicos de energía eléctrica, agua potable, recojo de basura y transporte público.

## Geografía
Paurito se encuentra en las tierras bajas bolivianas al este de la Cordillera Central de los Andes.
La temperatura promedio promedio de la región es de 24 °C, la precipitación anual es de unos 1000 mm. La región tiene un clima tropical con un perfil de temperatura balanceado, las temperaturas promedio mensuales varían solo levemente entre 20 °C en julio y 26 °C en diciembre. La precipitación mensual oscila entre menos de 50 mm en los meses de julio y agosto y más de 150 mm en enero.

## Transporte
Paurito se encuentra a 27 kilómetros en línea recta al suroeste de Santa Cruz de la Sierra, la capital del departamento.
Desde Santa Cruz, la carretera pavimentada Ruta 4 / Ruta 9 recorre 18 km hacia el este hasta Cotoca y desde allí cruza el Río Grande hasta el pueblo de Pailón. Allí se bifurcan las dos carreteras, con la Ruta 4 recorriendo 587 kilómetros hasta Puerto Suárez en la frontera con Brasil, y la Ruta 9 recorriendo 1175 km al norte hasta Guayaramerín.
En Cotoca, un camino rural se bifurca de la ruta principal 4 y 9 en dirección sur y después de diez millas llega a Paurito.

## Demografía
La población de la localidad se ha más que duplicado en las últimas dos décadas:
| Año  | Habitantes | Fuente |
| ---- | ---------- | ------ |
| 1992 | 1 027      | Censo  |
| 2001 | 1 548      | Censo  |
| 2012 | 1 556      | Censo  |

Debido al aumento histórico de la inmigración interna de población, la región tiene una cierta proporción de población quechua, habiendo en el municipio de Santa Cruz de la Sierra el 12,0 % de la población que habla el idioma quechua.